# 푼초그 남걀

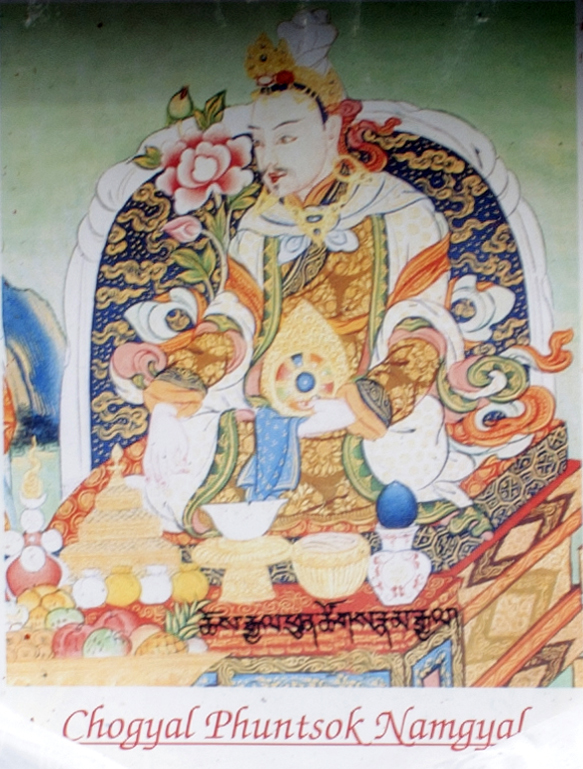
시킴 왕국 초대 국왕 푼초그 남걀

푼초그 남걀(시킴어: ཕུན་ཚོག་རྣམ་རྒྱལ་, Phuntsog Namgyal, 1604년 ~ 1670년)은 시킴 왕국의 제1대 군주(재위: 1642년 ~ 1670년)이다. 텐숭 남걀의 아버지이며, 1670년 아들 텐숭 남걀이 승계하였다.